# エクサ
エクサ（exa, 記号: E）は国際単位系 (SI) におけるSI接頭語の一つで、以下のように基礎となる単位の 1018（＝百京）倍の量であることを示す。
- 1 エクサヘルツ (EHz) = 1018 ヘルツ (Hz)
- 1 エクサメートル (Em) = 1018 メートル (m)
- 1 エクサ秒 (Es) = 1018 秒 (s)

1975年に定められたもので、ギリシャ語で「6」を意味する ἕξ (hex) に由来する。「6」を意味する語を用いたのは、1018 = 10006 だからである。6 を意味する接頭語 εξα- (exa-) もこの ἕξ に由来するが、/h/ は発音されなくなった。
また、2進接頭辞にエクサに基づいたエクスビ（exbi, 記号: Ei）が用意されている。エクスビは 260 = 10246 倍を意味する。